# Episodi de I sopravvissuti (terza stagione)
La terza stagione della serie televisiva I sopravvissuti è andata in onda sulla BBC dal 16 marzo all'8 giugno 1977.
| nº | Titolo originale   | Titolo italiano        | Prima TV UK    | Prima TV Svizzera |
| -- | ------------------ | ---------------------- | -------------- | ----------------- |
| 1  | Manhunt            | Caccia all'uomo        | 16 marzo 1977  |                   |
| 2  | A Little Learning  | I ragazzi di Eagle     | 23 marzo 1977  |                   |
| 3  | Law of the Jungle  | La legge della giungla | 30 marzo 1977  |                   |
| 4  | Mad Dog            | Rabbia                 | 6 aprile 1977  |                   |
| 5  | Bridgehead         | Una testa di ponte     | 13 aprile 1977 |                   |
| 6  | Reunion            | Di nuovo insieme       | 20 aprile 1977 |                   |
| 7  | The Peacemaker     | Mulino                 | 27 aprile 1977 |                   |
| 8  | Sparks             | Sensi di colpa         | 5 maggio 1977  |                   |
| 9  | The Enemy          | Il nemico              | 11 maggio 1977 |                   |
| 10 | The Last Laugh     | Nemesi                 | 18 maggio 1977 |                   |
| 11 | Long Live the King | Lunga vita al re       | 25 maggio 1977 |                   |
| 12 | Power              | Energia                | 1º giugno 1977 |                   |